# Костилья (округ)
Кости́лья (англ. Costilla County) — округ в штате Колорадо, США. Официально образован в 1861 году. По состоянию на 2010 год, численность населения составляла 3 524 человека.

## География
По данным Бюро переписи США, общая площадь округа равняется 3 185,703 км2, из которых 3 177,933 км2 суша и 8,806 км2 или 0,300 % это водоёмы.

## Население
По данным переписи населения 2000 года в округе проживает 3 663 жителей в составе 1 503 домашних хозяйств и 1 029 семей. Плотность населения составляет 1,00 человек на км2. На территории округа насчитывается 2 202 жилых строений, при плотности застройки около 1,00-го строения на км2. Расовый состав населения: белые — 60,91 %, афроамериканцы — 0,79 %, коренные американцы (индейцы) — 2,48 %, азиаты — 1,01 %, гавайцы — 0,14 %, представители других рас — 29,46 %, представители двух или более рас — 5,21 %. Испаноязычные составляли 67,59 % населения независимо от расы.
В составе 28,50 % из общего числа домашних хозяйств проживают дети в возрасте до 18 лет, 52,60 % домашних хозяйств представляют собой супружеские пары проживающие вместе, 11,30 % домашних хозяйств представляют собой одиноких женщин без супруга, 31,50 % домашних хозяйств не имеют отношения к семьям, 28,10 % домашних хозяйств состоят из одного человека, 11,60 % домашних хозяйств состоят из престарелых (65 лет и старше), проживающих в одиночестве. Средний размер домашнего хозяйства составляет 2,44 человека, и средний размер семьи 2,98 человека.
Возрастной состав округа: 25,00 % моложе 18 лет, 6,60 % от 18 до 24, 23,30 % от 25 до 44, 28,30 % от 45 до 64 и 28,30 % от 65 и старше. Средний возраст жителя округа 42 лет. На каждые 100 женщин приходится 99,80 мужчин. На каждые 100 женщин старше 18 лет приходится 96,20 мужчин.
Средний доход на домохозяйство в округе составлял 19 531 USD, на семью — 25 509 USD. Среднестатистический заработок мужчины был 22 390 USD против 16 121 USD для женщины. Доход на душу населения составлял 10 748 USD. Около 21,30 % семей и 26,80 % общего населения находились ниже черты бедности, в том числе — 32,40 % молодёжи (тех, кому ещё не исполнилось 18 лет) и 23,30 % тех, кому было уже больше 65 лет.